# Каханок
Каханок — река на полуострове Камчатка в России.
Длина реки — около 14 км. В питание реки принимают участие преимущественно талые и дождевые воды. Впадает в реку Кирганик справа на расстоянии 11 км от устья.
По данным государственного водного реестра России относится к Анадыро-Колымскому бассейновому округу. Код водного объекта 19070000112120000013574.